# Pseudalosterna aritai
Pseudalosterna aritai är en skalbaggsart som beskrevs av Nobuo Ohbayashi 1965. Pseudalosterna aritai ingår i släktet Pseudalosterna och familjen långhorningar. Inga underarter finns listade i Catalogue of Life.